# 屠叔方
屠叔方（1545年—？），字宗直，號瞻山，浙江嘉興府秀水縣籍平湖縣人，明朝政治人物。萬曆丁丑進士，官至山東副使。有《建文朝野匯編》。

## 生平
嘉靖四十三年（1564年）甲子科順天北闈第二十一名，萬曆五年（1577年）丁丑科會試第二百六十三名，登三甲第一百一十八名進士。初為宿松知县，七年改任江西鄱陽縣知縣。萬曆十一年（1583年），擢廣東道監察御史，建議平反建文帝忠臣卓敬，旌表其墳墓，建祠奉祀。十二年巡按陕西甘肃，十七年十一月復除江西道御史，十八年八月出爲山东兵备副使。

## 著作
屠叔方在鄱阳任职期间，亲见建文名臣胡闰后人在靖难以来遭迫害之事，遂留心史料，著《建文朝野汇编》二十卷。另有《河西六事》、《醉茗斋集》26卷、《邻虚阁集》6卷、《杂录》（计17种）、《历代文汇》、《昭代文汇》等。

## 家族
曾祖屠機，贈刑部尚書；祖父屠勳，曾任太子太保刑部尚書 贈少保 諡康僖；父屠應埈，曾任左參坊右諭德兼翰林院侍讀。母項氏（封宜人）。慈侍下。兄屠孟玄，封刑部主事；屠仲律，知府；屠仲行，监生。弟屠叔章，监生。